# 麻生博之
麻生博之（あそう ひろゆき、1965年6月 - ）は、日本の哲学者、東京経済大学教授。

## 経歴
- 北海道大学文学部（哲学専攻）卒業
- 北海道大学大学院文学研究科博士課程単位取得退学
- 1999年「否定弁証法の射程 -アドルノにおける自己反省の論理」で北大文学博士
- 東京経済大学経済学部専任講師、助教授、2011年教授

## 著書

### 共著
- 『悪と暴力の倫理学』熊野純彦共編　ナカニシヤ出版　2006　叢書倫理学のフロンティア
- 『哲学の問題群 もういちど考えてみること』城戸淳共編　ナカニシヤ出版　2006

## 論文
- 『エコノミー概念の倫理思想史的研究』研究代表。2010年

| スタブアイコン | サブスタブ | この項目は、まだ閲覧者の調べものの参照としては役立たない、人物に関連した書きかけの項目です。この項目を加筆・訂正などしてくださる協力者を求めています（P:人物伝/PJ:人物伝）。 |